# Johnson Peak
Der Johnson Peak ist ein 2010 m hoher Berg im westantarktischen Ellsworthland. Er bildet den westlichen Teil der Hart Hills.
Das Advisory Committee on Antarctic Names benannte ihn 1982 nach Robert J. R. Johnson, Zeitungskorrespondent bei der Expedition zum Pagano-Nunatak und zu den Hart Hills im Rahmen des United States Antarctic Research Program zwischen 1964 und 1965.